# Журавлівка (Євпаторійський район)
Журавлі́вка (крим. Juravlivka) — село Євпаторійського району Автономної Республіки Крим. Розташоване на півночі району.
Відстань від райцентру до населеного пункта становить 54 кілометрів по прямій.